# 下中島村 (富山県)
下中島村（しもなかじまむら）は、富山県下新川郡に存在した村。

## 概要
現在の魚津市南部の平野部にあった村である。北陸道沿いおよび住吉と湯上を結ぶ道路（現・富山県道137号堀江魚津線の一部および市道）の魚津側は、魚津町の市街地の延長として発展した。
地名の『下中島』の由来は、治水施設の不備であった頃、梅雨期にかけて早月川、角川の両川に囲まれた地域がしばしば氾濫により川中島状を呈することがあった場所の下部であったことに由来する。
村役場は当初大字三ケ村に置かれたが、後に大字住吉村に移転した。

## 歴史
- 1889年4月1日 - 町村制の施行により、下新川郡住吉村、川縁新村、慶野村、魚津町田地方村、宮津村及び三ケ村の区域の一部の区域をもって、下新川郡下中島村が発足する。
- 1952年4月1日 - 下新川郡魚津町、道下村、片貝谷村、加積村、経田村、天神村、上中島村、下中島村、西布施村、上野方村、下野方村及び松倉村が合併して、魚津市が発足する。下中島村の大字は魚津市の大字に継承。

## 歴代村長
出典→
1. 新村昌作（1889年7月 - 1893年11月）
2. 高慶平右衛門（1894年6月5日 - 1902年6月4日）
3. 高島義一（1902年7月3日 - 1945年10月6日）
4. 吉崎与作（1946年1月26日 - 1952年3月31日）

## 出身の有名人
- 吉田忠雄
- 吉田久松